# Pseudonereis trimaculata
Pseudonereis trimaculata is een borstelworm uit de familie Nereididae. Het lichaam van de worm bestaat uit een kop, een cilindrisch, gesegmenteerd lichaam en een staartstukje. De kop bestaat uit een prostomium (gedeelte voor de mondopening) en een peristomium (gedeelte rond de mond) en draagt gepaarde aanhangsels (palpen, antennen en cirri).
Pseudonereis trimaculata werd in 1924 voor het eerst wetenschappelijk beschreven door Horst als Nereis (Pseudonereis) trimaculata.

## Voorkomen
De soort komt voor in Indonesië en Taiwan.